# اتوره مارکی
اتوره مارکی (انگلیسی: Ettore Marchi؛ زادهٔ ۶ نوامبر ۱۹۸۵) بازیکن فوتبال اهل ایتالیا است.
از باشگاه‌هایی که در آن بازی کرده‌است می‌توان به باشگاه فوتبال تریستیانا، باشگاه فوتبال پرو ورچلی، باشگاه فوتبال بنونتو، و باشگاه فوتبال ساسولو اشاره کرد.